# آ فيبريجية
آ فيبريجية (الاسم العلمي: Aa fiebrigii) هو نوع، في جنس آ، وضع التسمية العلمية رودولف شليتشتر، وذلك في  1912.